# Rhamnapoderus pseudodumosus
Rhamnapoderus pseudodumosus es una especie de coleóptero de la familia Attelabidae.

## Distribución geográfica
Habita en el Congo, Guinea y República Democrática del Congo.